# Alfred Hutton
Alfred Hutton, né le 10 mars 1839 à Beverley et mort le 18 décembre 1910 à Londres, est un officier victorien des King's Dragoon Guards, écrivain, antiquaire et épéiste et membre de la Society of Antiquaries of London.
Il est à l'origine du premier renouveau anglais de l'escrime historique, avec ses collègues Egerton Castle, le capitaine Carl Thimm, le colonel Cyril Matthey, le capitaine Percy Rolt, le capitaine Ernest George Stenson Cooke, le capitaine Frank Herbert Whittow, Sir Frederick et Walter Herries Pollock .

## Biographie

### Jeunesse
Alfred Hutton est né le 10 mars 1839 à Beverley, Yorkshire, onzième et plus jeune enfant de Henry William Hutton (1787-1848) (son septième fils) et de son épouse Marianne (avant 1795-1879), unique enfant de John Fleming de Beverley. Henry W Hutton était capitaine dans le 4th Royal Irish Dragoon Guards, retraité en 1811.
Alfred a fréquenté la Blackheath Proprietary School (Lewisham), inscrit au University College d'Oxford, le 25 novembre 1857. Il était destiné à l'Église, mais le déclenchement de la mutinerie indienne en 1857 tourna ses pensées vers une carrière militaire. Il quitta l'université sans diplôme et rejoignit l'armée.

### Carrière militaire

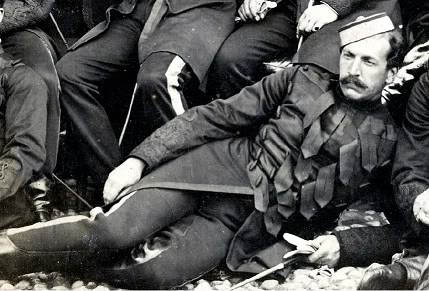
En tenue d'écurie, portant un calot.

Sa carrière militaire commença le 31 mai 1859, lorsqu'il rejoignit le 79th (Cameron) Highlanders en tant qu'enseigne. À son arrivée au dépôt de son régiment à Perth, il s'est rapidement révélé être un escrimeur expert.
Plus jeune des officiers, il était sûrement l'épéiste le plus compétent de l'armée, bien que ses camarades ne le réalisent pas. Il portait avec lui un ensemble d’épées de différents types, et l'un des sergents, soucieux de donner une leçon au nouvel arrivant, le défia dans un combat. Le sergent, qui avait une réputation d'homme d'armes, choisit la baïonnette, face a l'épée du jeune enseigne, mais fut facilement défait, et de la même manière, lorsque les armes furent changées. Après cet exploit, le jeune officier fut invité a créer un cours d'escrime pour les officiers, et la maîtrise de l'escrime du régiment en fut grandement améliorée.
En rejoignant le quartier général de son régiment en Inde, à la demande de son commandant, le colonel Hodgson, il organisa au sein du régiment le Cameron Fencing Club, pour lequel il prépara son premier ouvrage, un livret de 12 pages intitulé Swordsmanship (1862), imprimé à la Simla Advertiser Press. Le 14 janvier 1862, Hutton est promu au grade de lieutenant. En 1864, après quatre ans dans l'infanterie, il passa dans la cavalerie : les 7e hussards. Après avoir été invalidé chez lui en 1865, il rejoignit les 1st King's Dragoon Guards en 1866 et continua de populariser l'escrime dans ses régiments. Il est nommé capitaine le 30 septembre 1868 et se retire du service en 1873.
Tout au long de sa carrière, il fut un grand défenseur d'une meilleure maîtrise de l'épée à l'Armée. Il fut aussi l'un des premiers à élever le combat à la baïonnette au rang de science.

## Escrime

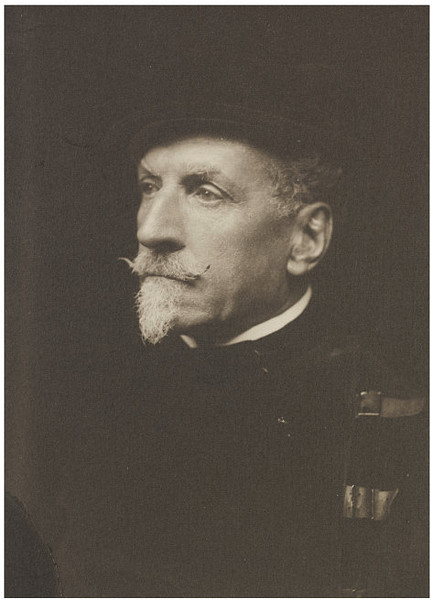
Portrait d'Alfred Hutton par Frederick Hollyer, 1902.

Hutton a commencé l'escrime à l'âge de douze ans à l'école d'escrime de St James' Street auprès de Henry Charles Angelo le Jeune (1780-1852), nommé Surintendant de l'Exercice de l'Épée dans l'Armée (1833-1852), auteur de Infantry Sword Exercise (1845) (exercices d'épée pour l'infanterie), qui est resté le livre de référence standard de l'armée pour l'enseignement de l'épée à pied pendant 50 ans. Cette école a été fondée par Domenico Angelo Malevolti Tremamondo (1716-1802), célèbre maître d'escrime italien de Livourne, auteur du traité classique sur la petite épée L'École des armes (1763). Le père d'Alfred était élève d'Henry Angelo « l'aîné » (1756-1835), fils du fondateur de cette dynastie d'escrimeurs, Domenico Angelo.
Après son retour d'Inde en 1865, Hutton était devenu l'élève et l'ami de William McTurk, le successeur de Henry Charles Angelo à l'école d'armes de St James' Street. En quittant l'armée, il s'est concentré sur la pratique de l'escrime moderne au fleuret, au sabre et à la baïonnette, mais principalement sur l'étude et la relance des anciens systèmes d'escrime et des écoles. En 1889, Hutton a publié son ouvrage le plus influent, Cold Steel: A Practical Treatise on the Saber (l'acier froid, traité pratique sur le sabre), qui présentait une méthode originale d'utilisation du sabre militaire à pied, combinant la backsword (en) anglaise du XVIIIe siècle avec le sabre de duel italien moderne. Le traité offrait également des techniques d'autodéfense basées sur la matraque de gendarme et l'épée-baïonnette courte, ainsi que du matériel d'exercice basés sur des textes du XVIe siècle, entre-autres Marozzo. Il a soutenu avec succès l'utilisation par la cavalerie d'une épée à pointe droite pour percer plutôt que d'une épée à tranchant pour couper. En 1890, il publia baïonnettes fixes, dans lequel il insistait sur le fait qu'une qu'un escrimeur à la baïonnette compétent devrait battre un bon épéiste, mais ses vues sur les combats à la baïonnette étaient considérées dans l'armée comme trop théoriques pour l'enseignement pratique moderne. Il a répliqué en déplorant le recours militaire aux théories italiennes de l'escrime à l'exclusion de la pratique française efficace.
La défense et la pratique pionnières de Hutton en matière d'escrime historique comprenaient des reconstructions des systèmes d'escrime de plusieurs maîtres historiques, dont George Silver et Achille Marozzo. Il a donné de nombreuses conférences et des démonstrations pratiques de ces systèmes au cours des années 1890, à la fois afin de profiter à diverses organisations caritatives militaires et d'encourager le mécénat des méthodes contemporaines d'escrime compétitive, qui étaient jusqu'ici devenues démodées pour le peuple en Angleterre. Il a également utilisé ces conférences et démonstrations pour défendre ses propres théories sur l'escrime militaire au sabre.

## Influence sur l'escrime artistique

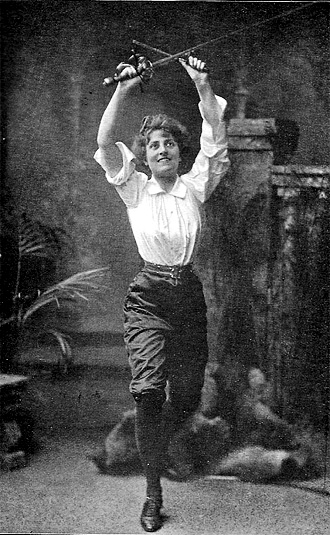
L'actrice et escrimeuse Esmé Beringer, élève de Hutton's.

Hutton a introduit avec succès un jeu d'épée réaliste et historiquement correct dans le répertoire théâtral contemporain. Dans Old Sword Play (1892), il écrit :

« Il y a ceux qui affectent de ridiculiser l'étude d'armes obsolètes, alléguant que cela n'a aucune utilité pratique; pourtant, tout est utile a l'Art de l'Escrime qui tend à avoir de l'intérêt, et il est certain que des confrontations telles que rapière et dague, épée à deux mains, ou sabre et bouclier, sont de véritables embellissements, en regard des procédés quelque peu monotones de l’assaut d'armes ordinaire »

Les Combinaisons seront perçues comme extrêmement utiles comme formes de « mises en scène » pour les combats théâtraux.
Vers 1899–1902, Hutton a enseigné l'escrime artistique pour les acteurs via le Club Bartitsu, où il a également siégé au conseil d'administration et a appris les rudiments du jujutsu et la méthode Vigny de combat au bâton avec ses collègues instructeurs.
Alfred Hutton a organisé des combats pour de nombreuses pièces de théâtre à Londres, notamment :
- Roméo et Juliette au Court Theatre, représenté les 17 mars 1904 et 5 mars 1904
- The Comedy of Errors, joué le 17 décembre 1904 (quatre représentations)
- Roméo et Juliette au lycée, joué du 14 mars au 30 mai 1908

## Décès

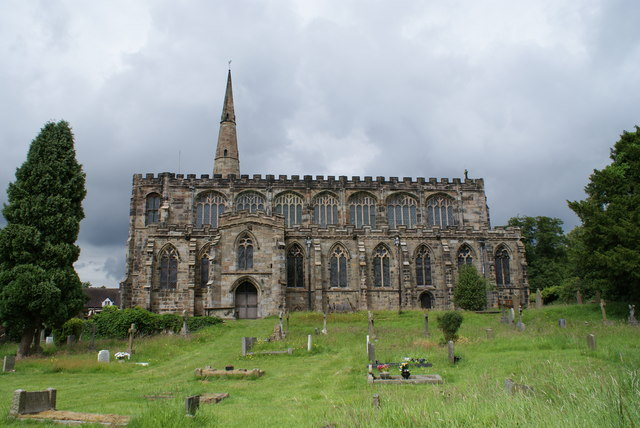
Église Sainte-Marie du sud.

Il est décédé encore célibataire dans ses appartements du 76 Jermyn Street, à Londres, le 18 décembre 1910, et a été enterré dans le cimetière de l'église St Mary à Astbury, près de Congleton, Cheshire, trois jours plus tard. L'inscription suivante se trouve sur sa tombe :

« À la mémoire affectueuse de / Alfred Hutton ancien King's Dragoon Guards & dernier fils survivant de Henry William Hutton de Beverley / Tiens ta croix devant mes yeux fermés / Né le 10 mars 1839. Décédé le 18 décembre 1910, à l'âge de 71 ans. »

Le 8 octobre 1911, une plaque commémorative - In Memoriam Captain Alfred Hutton Late The King's Dragoon Guards Né le 10 mars 1839 Décédé le 18 décembre 1910. Un Grand Épéiste et Écrivain Sur l'Art. RIP. - a été dévoilée dans le chœur de l'église St Mary (Astbury) par le lieutenant-général Sir Edward Hutton, son neveu,.
Plusieurs œuvres d'Alfred Hutton ont été rééditées au cours de la dernière décennie : Jeu d'épée ancienne: techniques des grands maîtres (2001, 2010), L'épée à travers les siècles (2002) (titre original: The Sword and the Centuries or Old Sword Days et Old Sword Ways ), Cold steel: l'art de l'escrime au sabre (2006).

## Famille
Sa mère, Marianne (décédée le 19 janvier 1879, âgée de 87 ans) et ses deux sœurs : Harriott (décédée le 18 janvier 1906) et Marianne Eleanor (décédée le 31 janvier 1908 à l'âge de 95 ans) ont également été enterrées dans le cimetière de l'église St Mary. Un de ses frères, Henry John est décédé en 1846 et a été enterré dans la cathédrale de Beverly, où figure une plaque commémorative : 

« Ici reposent les restes de Henry John Hutton, fils aimé de Henry William et Marianne Hutton, anciennement Capitaine dans le 34e Régiment de Sa Majesté. Il est né à Sherwood Hall dans le Nottinghamshire le 1er juillet 1814 et mourut à Clifton près de Bristol le 24 octobre 1846 »

Son autre frère, Edward Thomas Hutton (-1849), était le père de Edward Hutton.

## Collections

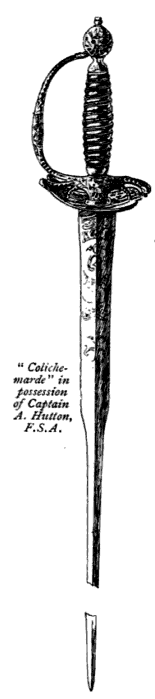
Une colichemarde de la collection Hutton.

Hutton a légué sa belle collection de littérature d'escrime et de duel, avec quelques spécimens admirables de coutellerie d'épée orientale, au Victoria and Albert Museum. Au moins 276 livres de sa collection de livres d'escrime - Hutton Bequest - peuvent être trouvés dans la National Art Library du V&A Museum,. La plupart des volumes reliés pour Hutton sont en vélin, avec des pièces de lettrage en cuir rouge sur les couvertures et les couvertures supérieurs. Les couvertures supérieures portent des dorures avec le nom de Hutton en caractères gothiques et sa pièce d'armoirie.
La collection Corble située à l'Universiteitsbibliotheek de la Katholieke Universiteit Leuven, et la bibliothèque Emil Fick, située à Livrustkammaren (Suède) sont d'autres collections de livres qui lui appartenaient autrefois.

## Commémorations
En mai 2013, le studio d'arts martiaux occidentaux Forteza  à Chicago a commémoré Hutton via la dévotion du Captain Alfred Hutton Lounge, incorporant une bibliothèque, un centre de recherche, un musée d'épées et d'armes historiques, une galerie d'art de gravures d'escrime du XIXe siècle et un espace social.

## Travaux
- Swordsmanship (1862) (maitrise le l'épée), écrit pour les membres du Cameron Fencing Club (Simla)[8]
- Swordsmanship, à l'usage des soldats (1866)
- Swordsmanship et escrime à la baïonnette (1867)
- L'épéiste de cavalerie (1867)
- Escrime à la baïonnette et pratique de l'épée (1882)
- Cold Steel[13] : un traité pratique sur le sabre, basé sur le jeu de vielle Backsword anglaise du XVIIIe siècle, combiné avec la méthode de l'école italienne moderne. Également sur diverses autres armes de nos jours, y compris la courte épée-baïonnette et la matraque de gendarme (ou connétable). Illustré de nombreuses figures, ainsi que de reproductions de gravures de maîtres des années passées (1889)[14].
- Nos poignards: ou comment utiliser la nouvelle baïonnette (1890).
- Baïonnettes fixes. : un système complet d' escrime pour le British magazine rifle, expliquant les utilisations de la pointe, des bords et du talon, à la fois en attaque et en défense : comprenant également un glossaire des termes anglais, français et italien communs à l'art de l'escrime, avec une liste bibliographique des œuvres affectant la baïonnette (1890).
- L'épéiste. : un manuel d'escrime pour les trois armes, fleuret, sabre et baïonnette. Avec une annexe composée d'un code de règles pour les agressions, les compétitions (1891).
- Old Swordplay[15] : un coup d'œil sur les systèmes d'escrime en vogue aux XVIe, XVIIe et XVIIIe siècles, avec des leçons organisées à partir des travaux de divers maîtres anciens pour l'étude pratique de l'utilisation des armes pittoresques utilisées par les ancêtres (1892)[16]
- Our Swordsmanship (1893) : conférence à la Royal United Service Institution, Whitehall.
- Notes on Ancient Fence (1895) : un compte rendu descriptif du jeu d'épée du 16e siècle, au Albany Club (Kingston upon Thames), par des membres de l'école d'armes, London Rifle Brigade sous la direction du capitaine Alfred Hutton, de la FSA et d'Ernest Stenson Cooke, Esq. Avec des notes sur « L'Escrime ancienne » par le capitaine A Hutton et sur la bibliographie de l'art de l'escrime, par le capitaine CA Thimm, FRGS
- Les exercices d'épée d'infanterie de 1895 (vers 1895)
- Une critique de l'exercice de l'épée d'infanterie de 1895 (1896)
- Combat à l'épée et jeu d'épée (1897), The Indian Fencing Review
- Le Swordsman. : un manuel d'escrime pour le fleuret, le sabre et la baïonnette (1898).
- Exemples de Ju Jitsu ou de lutte japonaise pour les écoliers (non daté, vers 1900)[17].
- L'épée et les siècles ou Old Sword Days et Old Sword Ways : description des différentes épées utilisées dans l'Europe civilisée au cours des cinq derniers siècles, et des combats individuels qui ont été combattus avec elles (1901).

## Voir également
- Escrime bolonaise
- Arts martiaux historiques européens